# Église Saint-Laurent de Saint-Laurent-sur-Mer
L'église Saint-Laurent est l'église paroissiale de  Saint-Laurent-sur-Mer dans le département du Calvados.

## Histoire
L'église a été fondée en 1065 par le seigneur local, Auvray le Géant, et a été consacrée en présence du duc de Normandie, le futur Guillaume le Conquérant.
La nef et le chœur datent du XIIIe siècle et le clocher du XIVe siècle. L'ensemble a été remanié en 1897 et 1899.
Fortement endommagée en 1944, le clocher et la nef ont été refaits en 1950.